# Aedes aboriginis
Aedes aboriginis é um espécie de mosquito do género Aedes, pertencente à família Culicidae.